# Björnskäret
Björnskäret est une île du nord Kvarken à Vaasa en Finlande,.

## Géographie
La superficie de l'île est de 50,4 hectares et sa longueur maximale est de 1,53 kilomètre dans la direction nord-sud. 